# Rhabdomastix nebulifera
Rhabdomastix nebulifera är en tvåvingeart som beskrevs av Alexander 1957. Rhabdomastix nebulifera ingår i släktet Rhabdomastix och familjen småharkrankar. Inga underarter finns listade i Catalogue of Life.